# CA Aliança
CA Aliança was een Braziliaanse voetbalclub uit de stad Santana, in de staat Amapá.

## Geschiedenis
De club werd opgericht in 1995. In 1998 speelde de club voor het eerst in de hoogste klasse van het staatskampioenschap en won meteen de titel. Het jaar erop speelde de club de finale om de titel, maar verloor deze van Ypiranga. Tot 2003 speelde de club nog in de hoogste klasse, zonder noemenswaardige resultaten. Hierna verdween de club.

## Erelijst
Campeonato Amapaense
1998